# Teorema de Haag-Lopuszanski-Sohnius
Em física teórica, o Teorema de Haag-Lopuszanski-Sohnius mostra que as possíveis simetrias de um espaço-tempo com quatro dimensões pela teoria quântica dos campos não apenas consistem de simetrias internas e simetria de Poincaré, mas podem também incluir a supersimetria como uma extensão não trivial da álgebra de Poincaré. Isto generaliza significativamente o teorema de Coleman–Mandula.
O resultado mais importante do teorema é que os férmions componentes da matéria devem ter spin-1/2[carece de fontes?].

## História
Antes do teorema de Haag–Lopuszanski–Sohnius, o teorema de Coleman–Mandula era o mais forte de uma série de teoremas de impossibilidade, determinando que um grupo simétrico consistente no espaço-tempo é o produto direto do grupo simétrico interno e o grupo de Poincaré.
Em 1975, Rudolf Haag, Jan Łopuszański e Martin Sohnius demonstraram que enfraquecendo os pressupostos do teorema Coleman–Mandula ao permitir geradores simétricos comutáveis e anticomutáveis, existe uma extensão não trivial da álgebra de Poincaré, que foi chamada álgebra supersimétrica.

## Importância
O que é mais importante deste teorema (e com isto da supersimetria), é que pode existir uma interação da simetria do espaço-tempo com a simetria interna: os geradores supersimétricos transformam partículas bósons em partículas férmions e vice-versa, mas o comutador de tais transformações produz uma translação no espaço-tempo. Precisamente tal interação parecia equivocada pelo teorema Coleman–Mandula, que pressupunha que simetrias internas bosónicas não poderiam interagir de forma não trivial com a simetria do espaço-tempo.
O Teorema de Haag-Lopuszanski-Sohnius também foi uma importante justificativa do anteriormente encontrado Modelo Wess–Zumino, um campo quântico de quatro dimensões interativas com supersimetria, levando a uma teoria da renormalização.